# Acontius australis
Acontius australis is een spinnensoort uit de familie Cyrtaucheniidae. De soort komt voor in Argentinië.